# Communauté de communes du Pays de Mirecourt
La communauté de communes du Pays de Mirecourt (CCPM) est une ancienne communauté de communes située dans le département des Vosges en région Grand Est.

## Histoire
Le processus d'intercommunalité commence avec la naissance le 5 septembre 1986 d'un « Syndicat Intercommunal d’Etudes pour l’Aménagement et la Promotion de l’Aérodrome de Mirecourt-Juvaincourt ». Il réunit alors 7 communes : Baudricourt, Domvallier, Juvaincourt, Mirecourt, Poussay, Puzieux et Ramecourt.
Le 1er janvier 1998, le syndicat est transformé en « Communauté de communes de l'Aérodrome de Mirecourt-Juvaincourt » par arrêté préfectoral du 31 décembre 1997. La nouvelle structure intercommunale rassemble les mêmes communes que le syndicat sauf Baudricourt. Le but du passage en communauté de communes est alors d'assumer pleinement la compétence de développement économique sur la zone d'activités industrielle dite « Aéropôle Sud Lorraine » (anciennement dénommée « Zone franche »).
En 2003, la communauté de communes change de dénomination en « Communauté de communes du Pays de Mirecourt ». Les communes de Ambacourt et Thiraucourt rejoignent l'intercommunalité.
En 2006, les communes de Hymont, Mazirot et Villers intègrent la CCPM.
En 2009, Chauffecourt adhère à la communauté de communes.
En 2011, Mattaincourt rejoint la structure intercommunale, portant le périmètre de celle-ci 13 communes.
Le 1er janvier 2014, la communauté de communes du Pays de Mirecourt fusionne avec la communauté de communes du Xaintois pour former une nouvelle communauté de communes éponyme. Les 8 communes isolées de Baudricourt, Dombasle-en-Xaintois, Madecourt, Ménil-en-Xaintois, Remicourt, Rouvres-en-Xaintois, Valleroy-aux-Saules et Vroville rejoignent le nouvel ensemble,.
Elle est dissoute le 31 décembre 2016 pour former, avec la communauté de communes du Secteur de Dompaire et 15 communes issues de la communauté de communes de la Moyenne Moselle, la communauté de communes de Mirecourt Dompaire, à l'exception de Ménil-en-Xaintois qui rejoint la communauté de communes de l'Ouest Vosgien.

## Composition
Elle était composée de 31 communes :
| Nom                  | Code Insee | Gentilé          | Superficie (km2) | Population (dernière pop. légale) | Densité (hab./km2) |
| -------------------- | ---------- | ---------------- | ---------------- | --------------------------------- | ------------------ |
| Mirecourt (siège)    | 88304      | Mirecurtiens     | 12,12            | 5 461 (2014)                      | 451                |
| Ambacourt            | 88006      | Ambacurtiens     | 6,76             | 309 (2014)                        | 46                 |
| Baudricourt          | 88039      | Baldéricurtiens  | 3,48             | 320 (2014)                        | 92                 |
| Biécourt             | 88058      | Biécurtiens      | 5,94             | 97 (2014)                         | 16                 |
| Blémerey             | 88060      |                  | 2,48             | 21 (2014)                         | 8,5                |
| Boulaincourt         | 88066      | Bolaincuria      | 2,51             | 72 (2014)                         | 29                 |
| Chauffecourt         | 88097      | Chauffecourtiens | 1,89             | 37 (2014)                         | 20                 |
| Chef-Haut            | 88100      |                  | 3,18             | 46 (2014)                         | 14                 |
| Dombasle-en-Xaintois | 88139      | Dombaslois       | 4,72             | 118 (2014)                        | 25                 |
| Domvallier           | 88155      | Domvallois       | 3,24             | 112 (2014)                        | 35                 |
| Frenelle-la-Grande   | 88185      |                  | 5,50             | 111 (2014)                        | 20                 |
| Frenelle-la-Petite   | 88186      | Fresnelliens     | 3,49             | 47 (2014)                         | 13                 |
| Hymont               | 88246      | Hymontais        | 4,17             | 479 (2014)                        | 115                |
| Juvaincourt          | 88257      | Juvaincurtiens   | 8,82             | 186 (2014)                        | 21                 |
| Madecourt            | 88279      |                  | 4,49             | 60 (2014)                         | 13                 |
| Mattaincourt         | 88292      | Mattaincurtiens  | 5,95             | 864 (2014)                        | 145                |
| Mazirot              | 88295      | Mazuriens        | 6,55             | 219 (2014)                        | 33                 |
| Ménil-en-Xaintois    | 88299      | Menilois         | 4,23             | 172 (2014)                        | 41                 |
| Oëlleville           | 88334      | Oëllevillois     | 10,08            | 286 (2014)                        | 28                 |
| Poussay              | 88357      | Porsuavitains    | 8,69             | 715 (2014)                        | 82                 |
| Puzieux              | 88364      | Putéoliens       | 5,42             | 153 (2014)                        | 28                 |
| Ramecourt            | 88368      | Ramecurtiens     | 3,26             | 175 (2014)                        | 54                 |
| Remicourt            | 88382      |                  | 4,22             | 71 (2014)                         | 17                 |
| Repel                | 88389      |                  | 3,46             | 86 (2014)                         | 25                 |
| Rouvres-en-Xaintois  | 88400      | Roburiens        | 11,19            | 285 (2014)                        | 25                 |
| Saint-Prancher       | 88433      |                  | 4,41             | 75 (2014)                         | 17                 |
| Thiraucourt          | 88469      | Thiraucurtiens   | 3,02             | 100 (2014)                        | 33                 |
| Totainville          | 88476      | Totainvillois    | 5,00             | 129 (2014)                        | 26                 |
| Valleroy-aux-Saules  | 88489      |                  | 5,03             | 270 (2014)                        | 54                 |
| Villers              | 88507      | Villerois        | 4,97             | 223 (2014)                        | 45                 |
| Vroville             | 88525      | Vrovillois       | 6,83             | 139 (2014)                        | 20                 |

## Géographie
Le département des Vosges est constitué d'un plateau datant du secondaire Il s'appuie sur le massif des  Vosges datant du Primaire. Trois grandes zones géographiques très différentes peuvent être distinguées :
- la plaine,
- la Vôge,
- la montagne.

Le territoire de la communauté de communes est situé dans la région naturelle du plateau lorrain, limité :
- à l'Ouest par la « Côte de Moselle » au niveau de Châtenois,
- au Sud par la Vôge (la dépression de Darney)
- à l'Est par les collines sous-vosgiennes à partir d'Épinal-Rambervillers, région gréseuse.

Il se localise plus précisément dans la partie Sud-Ouest du département dans la zone appelée « plaine sous-vosgienne », dans le prolongement des côtes de Lorraine, en bordure orientale du Bassin parisien. Il se compose d'un  ensemble de plateaux et de dépressions d'origine jurassique.

### Le relief
Si les limites naturelles et les différences avec les autres régions paraissent nettes et faciles à mettre en évidence, en revanche l'homogénéité du plateau est difficile à cerner. Nous sommes situés dans la plaine sous-vosgienne caractérisée par ses terrains régulièrement inclinés d’est en ouest à partir du massif vosgien
Les substrats géologiques sont multiples. Une série d’auréoles jurassiques et triasiques faites de marnes, argiles, calcaires, grès donnent au territoire des reliefs multiples et variés. Nous sommes dans un contexte de plateaux se terminant chacun par une corniche en cuesta d’orientation sud-est.
Trois grandes vallées structurent ainsi le paysage :
- Le Madon, dont la vallée connaît de fréquentes inondations dues à son substratum marneux.
- Le val d'Arol
- Le ruisseau des Pierres, affluent du Madon

### Le climat
Il est de type continental.
Des hivers rudes contrastent avec des étés chauds. Les températures demeurent continentales et se tiennent étroitement. La température moyenne maximale est de 14,2 ° avec une pointe atteignant 25° en juillet alors que la température moyenne minimale est de l'ordre de 4,6° avec un minimum de -2° en janvier. Ces données sont basées sur une moyenne de 36 années. 
Les hivers sont donc froids et les étés chauds et secs avec une pluviométrie limitée.

## Administration
Le Conseil communautaire est composé de 54 délégués, dont 7 vice-présidents.
| Période        | Période          | Identité        | Étiquette | Qualité                                                 |
| -------------- | ---------------- | --------------- | --------- | ------------------------------------------------------- |
| 3 février 1998 | 4 juin 1998      | Jacques Cablé   | RPR       | Conseiller général du Canton de Mirecourt (1987-1998)   |
| 4 juin 1998    | 17 avril 2001    | Friot           |           | Conseiller municipal de Mirecourt                       |
| 17 avril 2001  | mai 2013         | Jean Demard     |           | Maire de Poussay (2001-2013) (décès en cours de mandat) |
| 4 juillet 2013 | 16 avril 2014    | Jean-Luc Cousot | DVD       | Maire de Villers (depuis 2001)                          |
| 16 avril 2014  | 31 décembre 2016 | Yves Séjourné   |           | Maire de Mirecourt (depuis 2014)                        |

## Logos

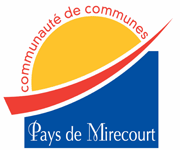
Logo carré

## Les compétences

### Compétences obligatoires

#### Développement économique
- Sur le site de l’Aéropôle sud lorraine :
  - L’étude, l’aménagement et l’équipement des terrains de la zone d'aménagement concerté
  - La gestion, le développement et l’entretien des aménagements et des équipements (hors assainissement) propriété de la communauté de communes

- Sur l’ensemble du territoire communautaire :
  - Actions de développement économique en respectant les lois et règlements en vigueur, dans le cadre des règlements d’intervention relatifs à l’application des conventions de développement, sur le territoire des communes membres (artisanat, commerce) :
    - assistance financière dans le cadre de  création, d’aides à la reprise ou  développement des commerces ou des entreprises artisanales
    - maîtrise d’ouvrage aux opérations concertées d’amélioration de commerces (ORAC ou toutes autres opérations qui viendraient à s’y substituer)
    - assistance technique aux  porteurs de projet pour l’initiative économique locale
    - réflexions et études visant  à la création d’une zone d’activité commerciale.

  - Participation aux actions collectives susceptibles de maintenir et de développer l’emploi dans le cadre de la Maison de l'emploi compétente sur le territoire
  - Développement du tourisme.
    - Développement et promotion de l’offre touristique et de nouveaux produits en collaboration avec l'office de tourisme. La Communauté de communes se substitue aux communes dans la participation et la représentation au sein de l'office de tourisme
    - Élaboration d’un schéma de développement touristique définissant la politique touristique intercommunale et mise en œuvre des actions préconisées dans ce schéma de développement touristique
    - Maîtrise d’ouvrage des manifestations permettant la promotion de la communauté de communes du Pays de Mirecourt : Monumentales mirecurtiennes et manifestations aéronautiques
    - Soutien logistique et/ou d’ingénierie et/ou financier aux manifestations à caractère au moins régional et/ou pluri associatives
    - Aide au développement et à la diversification en matière d’accueil touristique (chambres d'hôtes, gîtes ruraux, terrain de camping, camping-car, auberge de jeunesse) :

  - Assistance et conseils au montage de dossiers

#### Aménagement du territoire
- Étude d’harmonisation des documents  d’urbanisme
- Propositions de schémas de circulation sur le territoire communautaire
- Élaboration de la charte environnement
- Valorisation du patrimoine du territoire communautaire : 
  - Maîtrise d’ouvrage des circuits touristiques et de découverte du patrimoine
  - Charte graphique et paysagère
- Élaboration, suivi et animation des actions à conduire dans le cadre de la charte de développement du Pays de l’Ouest vosgien

### Compétences optionnelles

#### Protection et mise en valeur de l’environnement
- Gestion des Ordures Ménagères (collecte et déchetterie);
- Recensement du patrimoine bâti et naturel;
- OPAV;
- Plan paysage.

#### Politique du logement et du cadre de vie
- Amélioration du patrimoine bâti.

#### Actions sociales d'intérêt communautaire
- Politique de la petite enfance (crèche).

### Compétences facultatives
- Faciliter l’accès des populations aux établissements culturels, sportifs et de loisirs, ainsi qu’aux services (étude);
- Communiquer les atouts du territoire communautaire :
  - Site internet communautaire : http://www.cc-paysdemirecourt.fr/
  - Conception et diffusion de supports écrits, audio-visuels.

## Tourisme
La Communauté de Communes  compte de nombreux parcs et zones de loisirs.
- Le symposium de sculptures monumentales « les monumentales Mirecurtiennes » tous les deux ans.
- Le couvige des dentellières (tous les deux ans)
- Le travail des luthiers
- Le concours international de violon de Mirecourt

### La Plaine Evasion:Randonnées
La communauté de communes du Pays de Mirecourt propose 11 sentiers sur 94 kilomètres, dont le GR 507 qui traverse la communauté de communes.
Ces sentiers ont reçu le soutien du Programme Leader+ au vu de leur caractère innovant. Le sentier du menu bois et ses sculptures monumentales (élaborées lors du symposium de sculpture de 2006) est l'un des plus connus. Cet espace naturel proche du village de Juvaincourt est un cheminement constituant un véritable parcours pédagogique tant environnemental que culturel. Le sentier des 3 fontaines accueille les sculptures du symposium 2010.

Sculpteur en plein travail
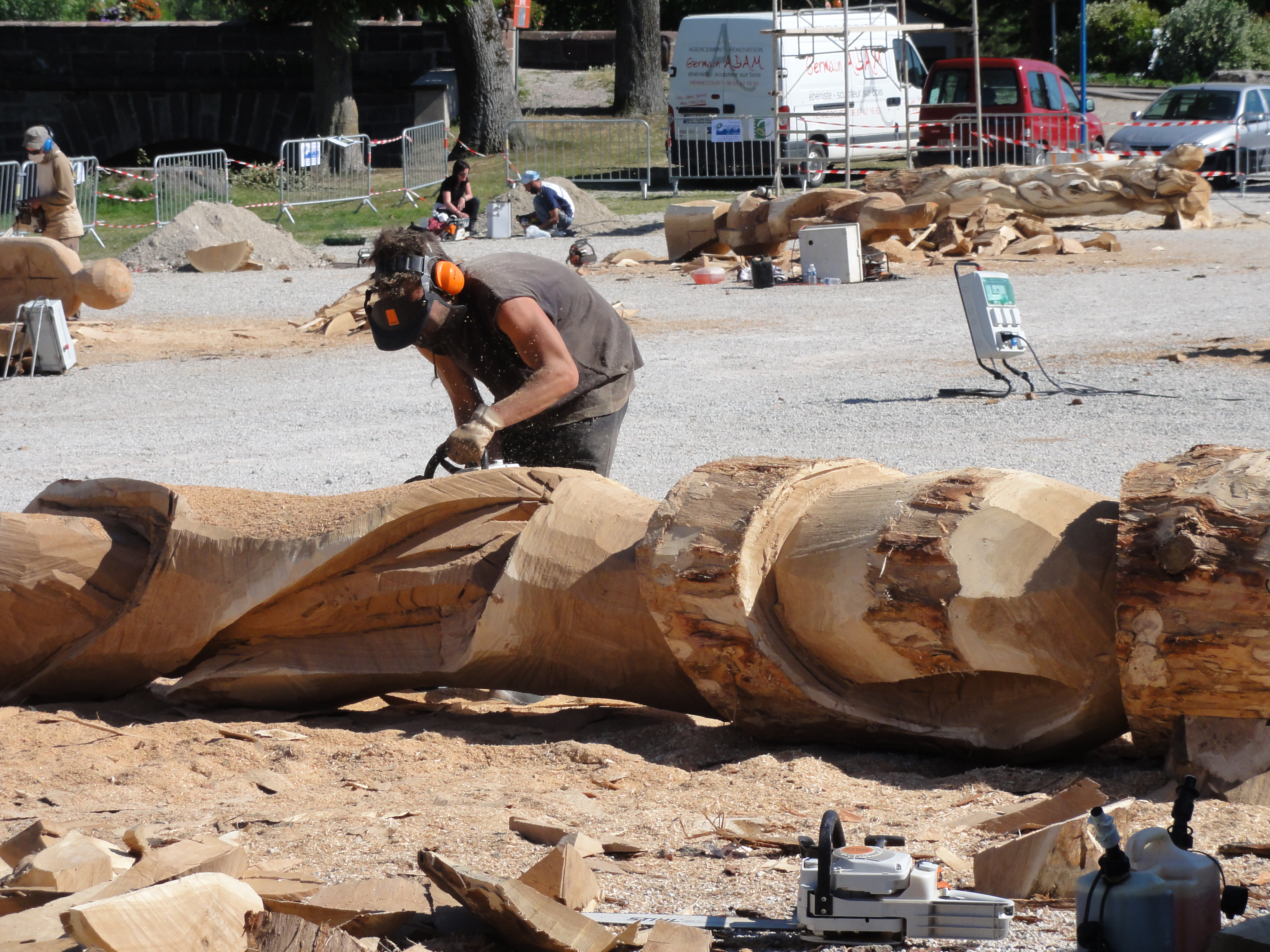
Sculpteur sur le cours stanislas de Mirecourt
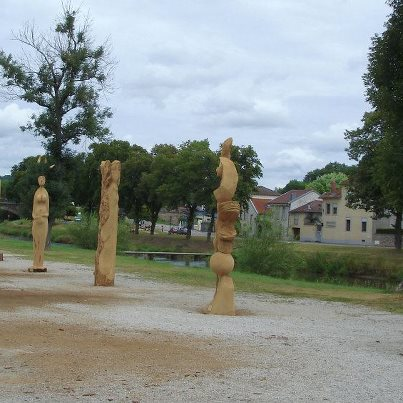
Sculptures sur le cours stanislas de Mirecourt

### La Plaine Culture:Le Musée et les Maisons
- Musée de la lutherie et de l'archèterie française de Mirecourt
- Maison de la Dentelle de Mirecourt
- Maison de la musique Mécanique de Mirecourt

### La Plaine Aventure
- Le Karting de Juvaincourt: Piste internationale
- le Labyrinthe de maïs de Puzieux